# 翁叔元
翁叔元（1633年4月9日—1701年12月18日），初名栴，字寶林，號鐵庵，江南常熟人，清朝官员、探花。

## 生平
由順天永平籍中式康熙壬子科舉人，康熙十五年（1676年）一甲第三名進士（探花），授編修，館試第一。歷官翰林院編修，康熙戊午科山東鄉試正考官，明史纂修官，右春坊右贊善，日講起居注官，歷翰林院侍講，翰林院侍讀，國子監祭酒，翰林院侍講學士，詹事府少詹事，內閣學士，兼禮部侍郎，吏部右侍郎兼翰林學士，經筵講官，吏部左侍郎，工部尚書，假歸遷葬，刑部尚書，原品休致。掌工部至半年，清理積案數十件。性情偏隘，依附明珠，指斥湯斌為「偽道學」。後以病退，優游林壑。著有《鐵庵文稿》、《梵園詩集》。